# チェリヴァホール
チェリヴァホール（CHERIVER HALL）は、島根県雲南市にある多目的コンサートホール。JR木次駅周辺整備事業の一環として1992年に開館した。雲南市が施設を所有し、指定管理者として株式会社キラキラ雲南が管理・運営を行っている。正式名称は「雲南市木次経済文化会館」。
雲南市木次町のシンボルである「桜」とヤマタノオロチ伝説の舞台となった「斐伊川」にちなみ、「チェリヴァ（cherry-river）ホール」という愛称が付けられた。

## 概要等
- 1階
  - ロビー（展示）
- 2階
  - 大ホール 客席 465席（定員 500人）
  - 楽屋
  - 第1小会議室
- 3階
  - 大会議室
  - 中会議室
  - 第2小会議室
  - 第3小会議室
  - 和室
  - ロビー
- 駐車場
  - 収容台数　平面駐車場 180台

## 休館日
- 毎週木曜日、祝日　※祝日が木曜の場合、翌日が休館日になります。
- 12月29日から1月3日の年末年始

## アクセス
- JR西日本木次駅から徒歩1分。
- 松江道三刀屋木次ICから車で5分。